# Zločin bez oběti
Zločin bez oběti (anglicky victimless crime) je termín používaný v kriminologii, který označuje chování, jež je podle zákonů nějaké konkrétní země trestné, ale neexistuje žádná osoba, kterou by bylo možné označit za jeho oběť. Bývá proto považován za oxymóron.
Za zločin bez oběti bývá kupříkladu v zemích, kde je kriminalizována prostituce, označováno její nabízení a využívání. Dalším příkladem takovéhoto zločinu bývá výroba, distribuce, držení a užívání omamných a psychotropních látek.
V právním řádu České republiky je typický zločin bez oběti obsažen v ustanovení paragrafu 261a zvláštní části trestního zákona (popírání, zpochybňování či schvalování nacistické či komunistické genocidy).[zdroj?]